# كابيتان باستين (مدينة)
كابيتان باستين (بالإسبانية: Capitán Pastene) هي منطقة سكنية تقع في تشيلي في إقليم أروكانيا.[بحاجة لمصدر] يقدر عدد سكانها بـ 2,600 نسمة .